# 妙長寺 (鎌倉市)

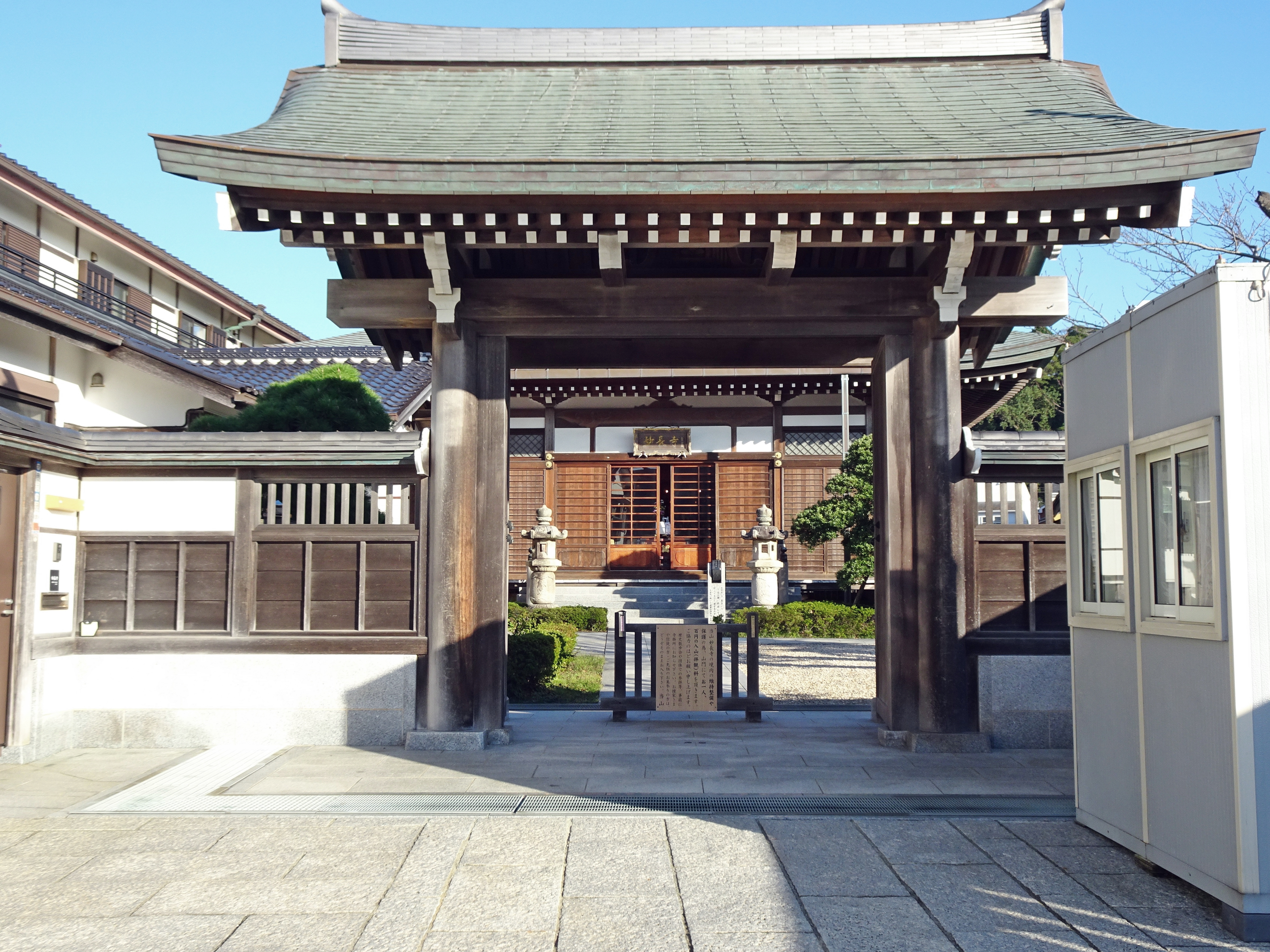
妙長寺山門

妙長寺（みょうちょうじ）は、神奈川県鎌倉市にある日蓮宗の寺院。

## 歴史
1299年（正安元年）、日実によって開山された。日実は日蓮宗宗祖日蓮の孫弟子であり、日蓮の生涯に起きた四大法難「伊豆法難」を救った漁師の息子と言われている。
元々は材木座の字沼浦に位置していた。沼浦は日蓮が伊豆国に流罪になった時に、伊豆へ出港した場所である。その後に現在地に移転した。開山の日実や伊豆法難ゆかりの地であることから、境内には「日蓮上人伊豆法難記念」の塔がある。

## 交通アクセス
- 鎌倉駅より徒歩15分。